# 박철호 (1983년)
박철호(1983년 2월 28일~)는 대한민국의 탤런트이자 배우이다. 1996년 '지붕위의 바이올린', '하늘에서 땅에서', '양반전', '달빛 나그네'등으로 연극 무대에서 연기를 시작했다.

## 출연작

### 드라마
- 2015년  KBS2 《파랑새의 집》
- 2008년  채널CGV 《리틀맘 스캔들 시즌2》
- 2007년  SBS 《연개소문》
- 2007년  KBS2 《아이엠 샘》
- 2007년  KBS2 《마왕》 - 정태훈 역
- 2006년  MBC 《넌 어느 별에서 왔니》
- 2003년  MBC 《내 인생의 콩깍지》

### 영화
- 2007년  《황진이》 - 또복이 역 (우정출연)
- 2006년  《해바라기》 - 상철 역
- 2004년  《썸》 - 권철우 역

### 연극
- 2005년  불의 검
- 2004년  빠담 빠담 빠담
- 2000년  뮤지컬 태풍
- 2000년  도솔가
- 2000년  대박
- 1999년  바리-잊혀진 자장가
- 1999년  뜬쇠
- 1998년  애니깽
- 1998년  드라큘라
- 1998년  지하철 연가
- 1998년  장보고
- 1998년  브로드웨이 24번가
- 1998년  나는야 호랑나비
- 1996년  지붕위의 바이올린
- 1996년  하늘에서 땅에서
- 1996년  양반전
- 1996년  달빛 나그네

### 광고
- 빼빼로
- 참이슬
- 안성국물
- 테크노마트